# David Piper (pilote automobile)
Pour les articles homonymes, voir Piper.
Cet article concerne le pilote automobile. Pour le conservateur de musée, voir David Piper (conservateur de musée).
David Piper, né le 2 décembre 1930 à Edgware dans le Middlesex est un pilote anglais de Formule 1 et de voitures de sport.

## Biographie
Sa carrière en compétition automobile s'étale entre 1954 et 1970.
Il a participé à deux Grands Prix de Championnat du monde de Formule 1, son premier étant le Grand Prix de Grande-Bretagne, le 18 juillet 1959. Il n'a marqué aucun point au championnat.
David Piper a été blessé pendant le tournage du film Le Mans et a perdu une partie de sa jambe droite.
Il continue à piloter sa Porsche 917 verte ainsi que d'autres voitures lors d'événements historiques, comme en 2017 lors de « Les Grandes Heures Automobiles ».

## Palmarès

### Résultats en championnat du monde de Formule 1
| Saison | Écurie                     | Châssis  | Moteur                      | Pneus  | GP disputés     | Points inscrits | Classement |
| ------ | -------------------------- | -------- | --------------------------- | ------ | --------------- | --------------- | ---------- |
| 1959   | Dorchester Service Station | Lotus 16 | Climax 4 cylindres en ligne | Dunlop | Grande-Bretagne | 0               | non classé |
| 1960   | Robert Bodle Ltd.          | Lotus 16 | Climax 4 cylindres en ligne | Dunlop | Grande-Bretagne | 0               | non classé |

### Résultat aux24 Heures du Mans
| Année | Écurie                                 | Voiture            | Équipier        | Classement |
| ----- | -------------------------------------- | ------------------ | --------------- | ---------- |
| 1963  | North American Racing Team             | Ferrari 250 GTO LM | Masten Gregory  | 6e         |
| 1964  | North American Racing Team             | Ferrari 250 LM     | Jochen Rindt    | Abandon    |
| 1965  | Maranello Concessionaires Ltd.         | Ferrari 365 P2     | Joakim Bonnier  | Abandon    |
| 1966  | Maranello Concessionaires Ltd.         | Ferrari 365 P2     | Richard Attwood | Abandon    |
| 1967  | John Wyer Automotive Engineering       | Mirage M1          | Dick Thompson   | Abandon    |
| 1968  | David Piper Racing                     | Ferrari 250 LM     | Richard Attwood | 7e         |
| 1969  | SpA Ferrari SEFAC                      | Ferrari 312 P      | Pedro Rodríguez | Abandon    |
| 1970  | David Piper Autorace / AAW Racing Team | Porsche 917 K      | Gijs van Lennep | Abandon    |

### Autres résultats
- 1955
  - 1er au Leinster Trophy
- 1956
  - 1er au Grand Prix des Sables-d’Olonne 1.1L.
- 1962
  - 1er aux 9 Heures de Kyalami sur Ferrari 250 GTO avec Bruce Johnstone
- 1963
  - 1er aux 9 Heures de Kyalami sur Ferrari 250 GTO avec Tony Maggs
- 1964
  - 1er aux 9 Heures de Kyalami sur Ferrari 250 LM avec Tony Maggs
  - 2e des 2 000 kilomètres de Daytona sur 250 GTO avec Lucien Bianchi
  - 2e du RAC Tourist Trophy sur 250 LM
- 1965
  - 1er aux 9 Heures de Kyalami sur Ferrari 365 P2 avec Richard Attwood
  - 1er au Grand Prix d'Angola sur 365 P2
  - 2e de la Coppa Citta di Enna sur 250 LM
  - 3e des 12 Heures de Sebring sur 250 LM avec Maggs
  - 3e du RAC Tourist Trophy sur 250 LM
- 1966
  - 1er aux 500 milles de Brands Hatch sur Shelby Cobra
  - 1er au Trophée d'Auvergne sur Ferrari 365 P2/3
  - 1er de l'Anerley Trophy de Crystal Palace sur 250 LM
  - 1er de l'Eagle Trophy de Brands Hatch sur 250 LM
  - 1er de la Gold Cup d'Oulton Park sur 250 LM
  - 1er aux 1 000 kilomètres de Paris sur Ferrari 275 LM avec Mike Parkes
  - 1er aux 9 Heures de Kyalami sur Ferrari 365 P2/3 avec Richard Attwood
  - 1er des 3 Heures du Cap sur 365 P2
- 1967
  - 1er du Silverstone International sur 250 LM
  - 1er de l'Evening News de Brands Hatch sur 250 LM
  - 2e des 12 Heures de Reims sur 365 P2
- 1968
  - 1er aux 200 miles du Norisring sur Ferrari 412 P
  - 1er du Solituderennen Hockenheim sur 412 P
  - 1er du Grand Prix de Suède (Kanonloppet) sur 412 P
  - 2e du RAC Tourist Trophy sur 412 P
  - 2e à Vila Real sur 412 P
  - 2e du Prix des Nations à Hockenheim sur 412 P2
- 1969
  - 1er des Coupes de Vitesse de Montlhéry sur Lola T70
  - 1er des 6 Heures de Vila Real avec Craft sur Porsche 908/02
  - 1er aux 9 Heures de Kyalami avec Richard Attwood sur Porsche 917
  - 2e des 1 000 kilomètres de Spa avec Rodriguez sur Ferrari 312 P
  - 2e du RAC Tourist Trophy sur Lola T70;
  - 2e du Grand Prix de Suède sur Porsche 908;
  - 2e des 12 Heures de Barcelone avec Craft sur Porsche 908/02
  - 2e du Prix de Salzbourg, du Trophée des Dunes de Zandvoort
- 1970
  - 2e du Challenge International de Dijon et des Coupes de l'ACIF sur Porsche 917

## Galerie

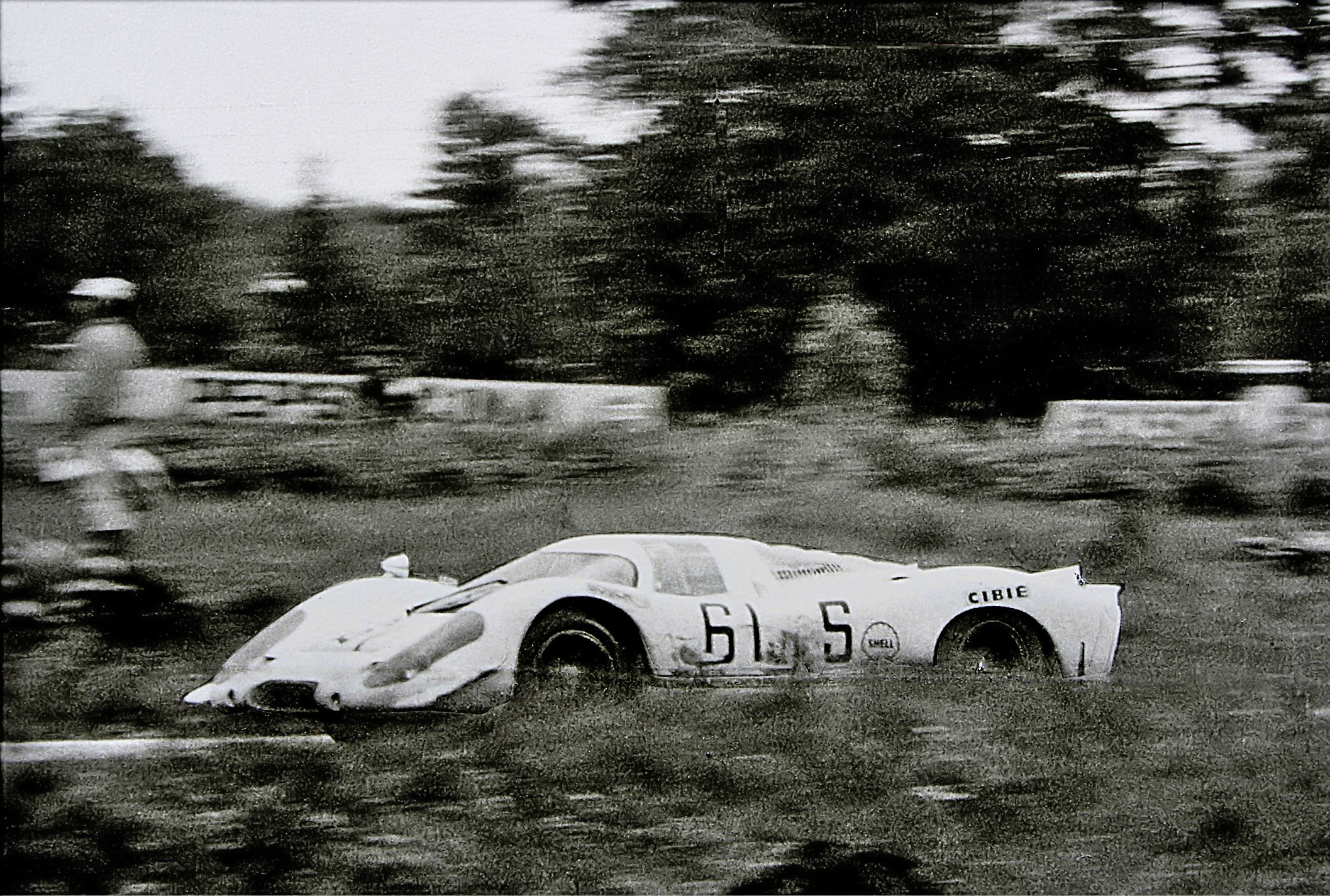
Piper/Gardner, Porsche 917, 1969.
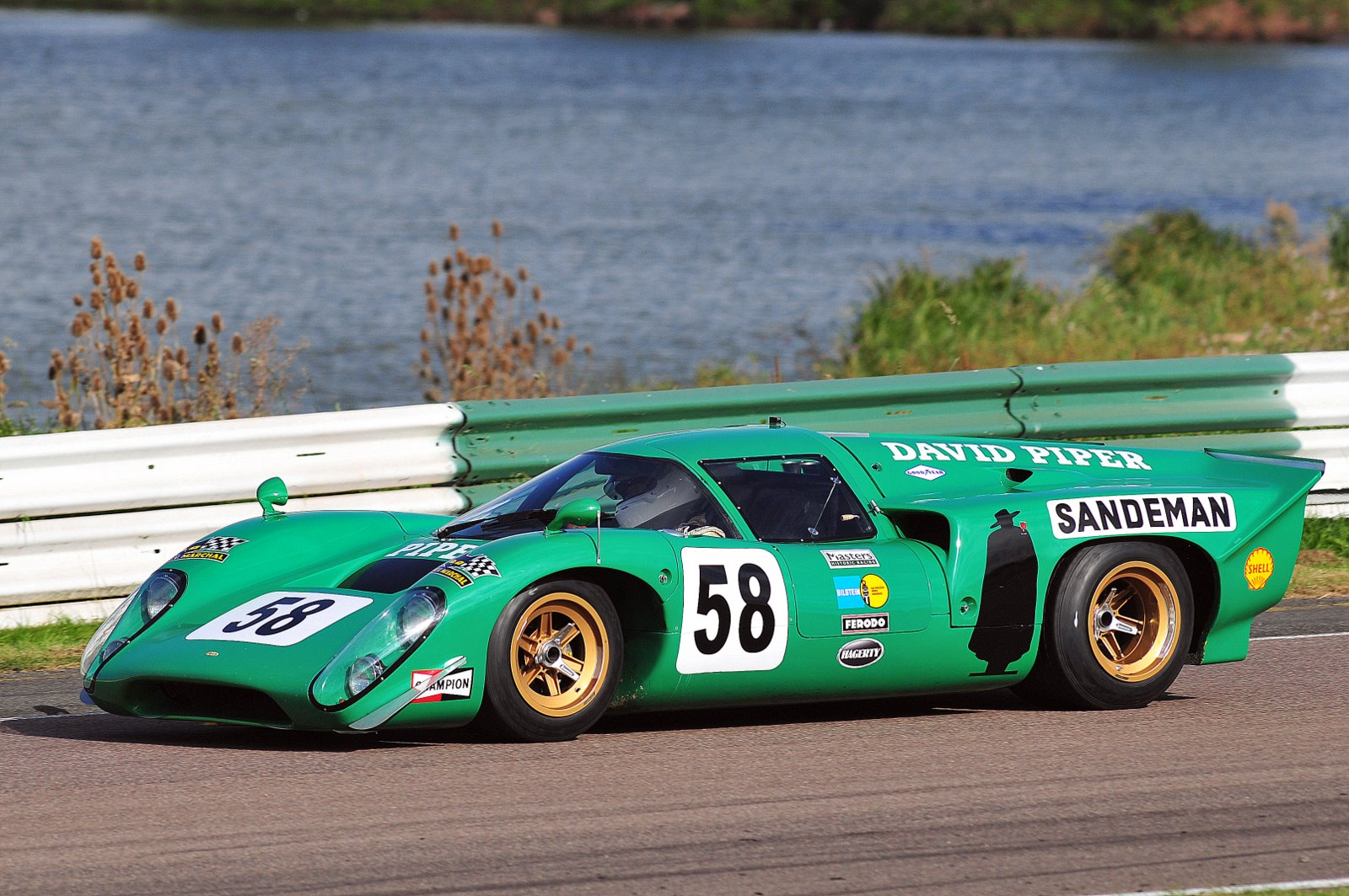
Une Lola T70 Mk3B à Mallory Park.
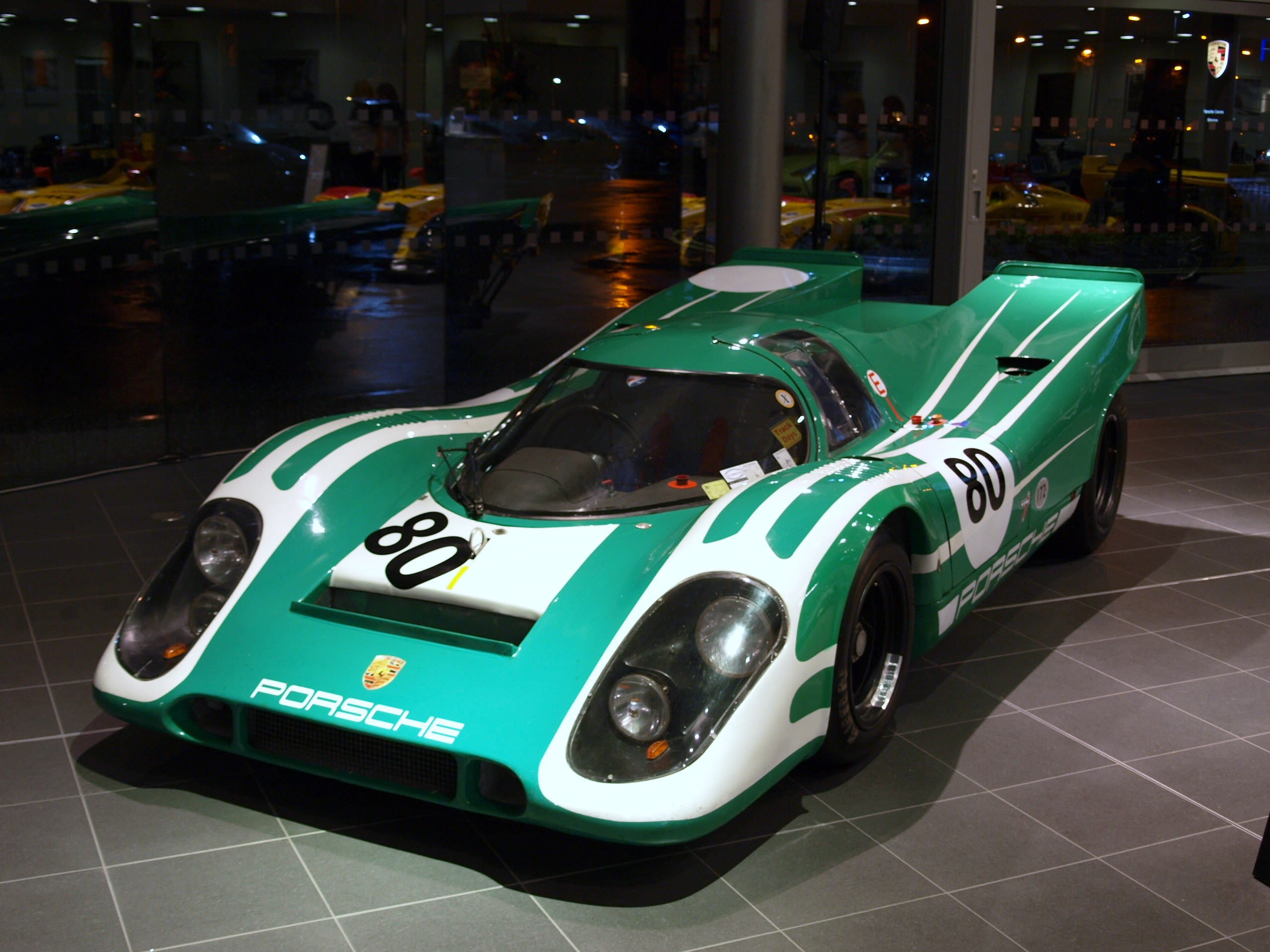
Porsche 917 dont il est propriétaire.
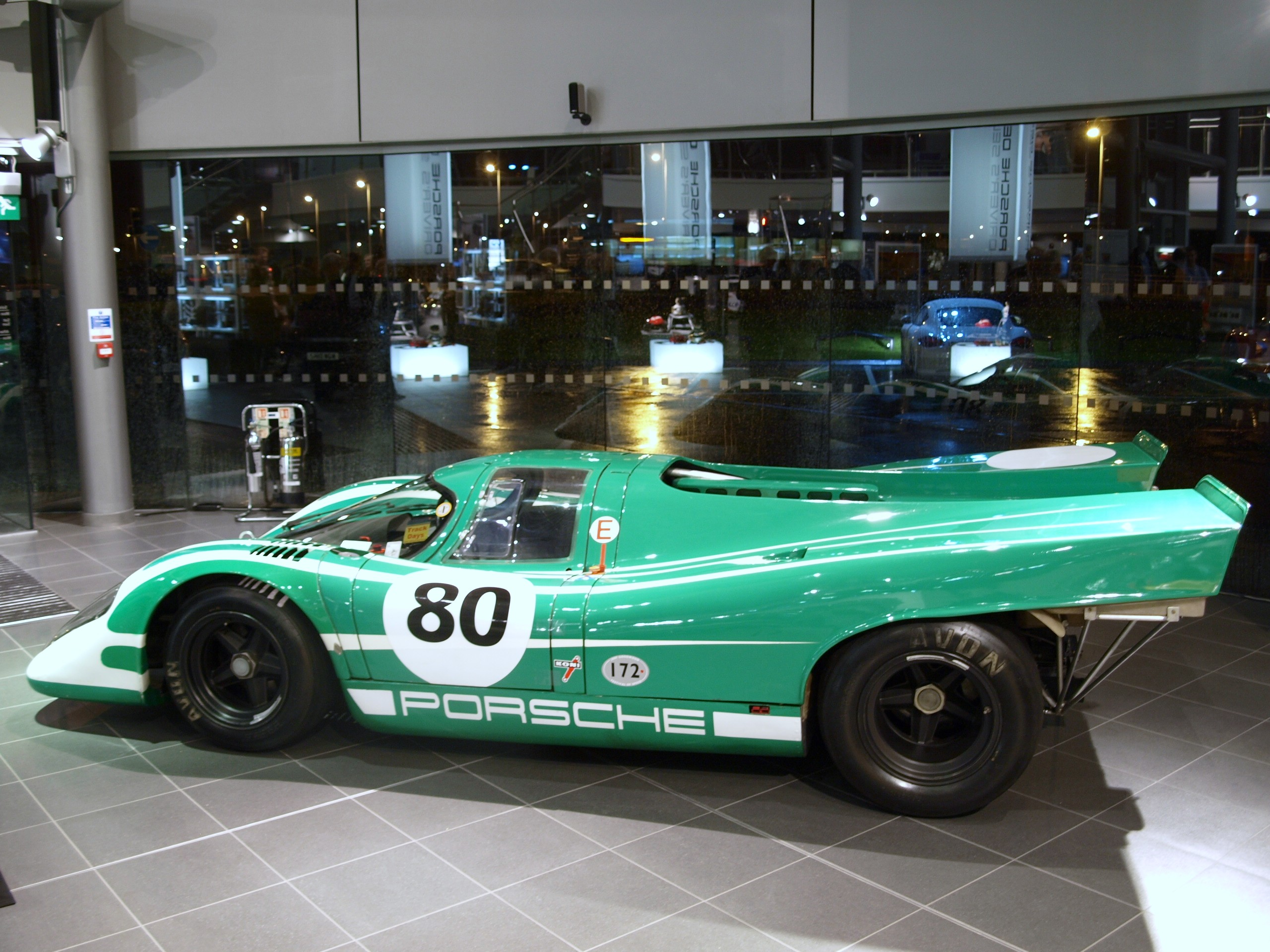
Porsche 917 de Piper.